# Managerkrankheit
Unter Managerkrankheit oder Unternehmerkrankheit versteht man seit Anfang der 1950er Jahre die Erkrankung des Herz-Kreislauf-Systems infolge dauernder körperlicher und psychischer Überbeanspruchung und dadurch verursachter vegetativer Störungen (besonders bei Menschen in verantwortlicher Stellung). Tritt infolge der Managerkrankheit der Tod ein, wurde dies früher umgangssprachlich als Managertod bezeichnet.
Managerkrankheit und Managertod, die statistisch nicht als Erkrankung und Übersterblichkeit von beruflichen Eliten („Managern“) nachweisbar sind, sind keine medizinischen Begriffe, sondern mediale Schlagworte, die vor allem dem Vokabular der 1950er und 1960er Jahre in der Bundesrepublik Deutschland während der Zeit des Wirtschaftswunders zuzuordnen sind.

## Definition und Zeitgeistbegriff
Da der Begriff Managerkrankheit kein einheitliches Krankheitsbild darstellt, sondern unter verschiedenen Aspekten gesehen wurde – Mediziner waren sich nicht darüber einig, welche Symptome dazu und welche nicht dazu gehören (Kury 2012, S. 115) – gibt es mehrere Definitionen. Im Jahr 1971 definierte beispielsweise die Brockhaus Enzyklopädie:

„Managerkrankheit ist ein Krankheitsbild, das keine umschriebene Einheit bildet, sondern verschiedene Störungen, besonders des Kreislaufs, umfasst, die zunächst auf funktioneller, später auf organischer Grundlage beruhen (z. B. hoher Blutdruck, Herzbeschwerden und -schmerzen, Angina pectoris, Herzinfarkt, nervöse Übererregbarkeit). Der Begriff Managerkrankheit wurde ursprünglich aufgestellt in der Annahme, dass die Lebenserwartung für Menschen in leitender Stellung durch Verantwortungslast und Hetze ungünstiger sei als für andere. Neben der beruflichen Überanstrengung dürften ursächlich vor allem exogene Schädigungen (z. B. Alkohol, Nikotin) eine Rolle spielen. Neuerdings wird darauf hingewiesen, dass vorwiegend der Misserfolg in der beruflichen Arbeit ausschlagsgebend für die Entstehung der Managerkrankheit sei.“

Der 1950 von Michael Bauer geprägte Begriff war indikativ für die Zeit des damals beginnenden Wirtschaftswunders und etablierte sich im damaligen Zeitgeist als mediales Schlagwort, zuerst in Deutschland und Österreich, später und unter anderen Voraussetzungen dann auch in der Schweiz.(Kury 2012, S. 110) Parallel zum Begriff Managerkrankheit wurde auch Unternehmerkrankheit verwendet. Ein Zusammenhang von Managerkrankheit und Wirtschaftswunder wurde von einigen Autoren schon sehr früh erkannt. Nach den 1960er Jahren nahm die Erwähnung der Managerkrankheit ab und man findet die Begriffsverwendung heute nur noch selten. Medizinische Literatur und die Medien verwenden stattdessen bevorzugt präzisere medizinische Begriffe für Krankheiten, deren Symptome sich generell und berufsübergreifend – also nicht nur bei Führungspersonen wie Managern – feststellen lassen.
Eine historisch-medizinische Zusammenfassung der Sichtweisen auf die Managerkrankheit findet sich bei Patrick Kury in Der überforderte Mensch: Eine Wissensgeschichte vom Stress zum Burnout.

## Medizinische Wahrnehmung, Kommentare, Reaktionen
Michael Bauer bezeichnete 1953 die Managerkrankheit als „besten Zeugen“ für verschiedene „Zivilisationsschäden“ und machte dafür „Überanstrengung bis zur Erschöpfung, Mangel an Schlaf und echter Erholung, Überforderung der Leistungsfähigkeit, geringe Bewegung, übermässigen Gebrauch an Genussmitteln jeder Art“ verantwortlich. Als Präsident des Deutschen Bäderverbandes lag sein Vorschlag für eine Behandlung nahe.
Max Hochrein, der sich schon ab den 1930er Jahren allgemein mit „Ermüdungsforschung“ und Herz-Kreislaufkrankheiten beschäftigte, definierte 1955: „[als] Manager- oder Unternehmerkrankheit wird der frühzeitige, leib-seelische Zusammenbruch und der vorzeitige und unerwartete Tod von Menschen aller sozialen Schichten verstanden, die ein übersteigertes Verantwortungsgefühl besitzen, sich einem hohen Arbeitsethos verpflichtet fühlen, und die infolge pausenlosen Arbeitseinsatzes in den Zustand der Übermüdung geraten.“(Kury 2012, S. 117)
Auf die immer häufiger werdende mediale Verbreitung der Managerkrankheit reagierte der Arzt und Professor Alfred Marchionini, indem er 1956 in München in Anlehnung an das Prinzip des English weekend die Gesellschaft „Freies Wochenende“ mit dem Ziel gründete, „die Reinigung des Sonnabends und des Sonntags von allen Massenveranstaltungen, Kongressen und politischen Versammlungen“ (ausgenommen: die religiösen und sportlichen Veranstaltungen) durchzuführen und auch, um „der sonnabend-sonntäglichen Jagd nach Überstunden ein Ende zu bereiten“. Die „Aktion Freies Wochenende“ sollte der Managerkrankheit entgegenwirken, aber auch damals schon nicht nur Managern, sondern jedermann zugutekommen.

### Andere Lokalisationen
Die Retinopathia centralis serosa wird teilweise als Managerkrankheit des Auges bezeichnet.

### Sichtweise: Ein Elitenphänomen
Die Managerkrankheit, besonders mit Todesfolge, wurde in medizinischen Fachkreisen als ein „Elitenphänomen“ wahrgenommen, doch Mediziner, die diese Ansicht vertraten, stellten sie meist in den Raum, ohne sie mit konkreten Zahlen zu belegen. (Kury 2012, S. 118–124) Auch eine 1953 von Otto Graf im Auftrage des Deutschen Gesundheits-Museums Köln auf einer vagen empirischen Basis durchgeführte Studie mit dem Titel Die Krankheit der Verantwortlichen. Manager-Krankheit kam zum selben Ergebnis.

### Analyse: Kein Elitenphänomen
Es gab aber auch kritische Hinweise, dass Managertod als Folge von Managerkrankheit differenzierter zu betrachten und dann als „Fabel“ zu erkennen sei. Grundlage war beispielsweise 1954 die Untersuchung von Versicherungsdaten der Victoria Versicherung, bei der man zu der Schlussfolgerung kam: „Das untersuchte Material (etwa 25.000 leitende Personen mit 1.179 Todesfällen in drei bis fünf Beobachtungsjahren) erbrachte nicht den Beweis, daß gegenwärtig in der Bundesrepublik allgemein und für einen längeren Beobachtungszeitraum eine Übersterblichkeit der leitenden Persönlichkeiten besteht...“ Sogar das Gegenteil wurde festgestellt: „Es ergab sich bei den Managern in der Wirtschaft (kaufmännische und technische Leiter) eine weitaus geringere Sterblichkeit, als dies nach den Sterblichkeitstabellen der Versicherungsgesellschaften zu erwarten gewesen wäre.“ Eine Ausnahme bildeten Bundestagsabgeordnete, bei denen „sich nun eine sehr hohe Übersterblichkeit gegenüber der Tabellenerwartung, und zwar in allen Altersgruppen“ zeigte. „Die stärkste Übersterblichkeit sogar bei den Vierzig- bis Fünfzigjährigen. Und zwar stieg die Lebensgefährdung mit jedem Jahr der Zugehörigkeit zum Parlament.“
Zu den Medizinern, die den frühen Analysen des „Elitenphänomens“ widersprachen und die die „Managerkrankheit“ auch beim „kleinen Angestellten“ entdeckten, gehörten 1954 der Frankfurter Arbeitsmediziner Herbert Warning, der 4.000 Angestellte der städtischen Straßenbahn Frankfurt untersuchte und dieses Arbeitsumfeld und die darin gestiegenen Anforderungen „Mistbeete für die Entstehung der Managerkrankheit des kleinen Mannes“ nannte. Auch Christa Gamnitzer kam in ihrer 1957 erschienenen Dissertation an der Karl-Marx-Universität Leipzig mit eher ideologischer Argumentation zum gleichen Ergebnis wie Warning.

## Wahrnehmung in den Medien

Der Tod von Gustav Dahrendorf im Alter von 53 Jahren wurde medial als „Managertod“ wahrgenommen.

Trotz der statistischen Ergebnisse und medizinischen Forschungsresultate in der ersten Hälfte der 1950er Jahre überdauerte der Begriff Managerkrankheit etwa zwei Jahrzehnte in den Medien und bewirkte Bewunderung und Anerkennung, denn ihre Erwähnung betonte „den Leistungswillen und das Verantwortungsbewusstsein derjenigen Männer, die zu den oberen Schichten in der gesellschaftlichen Hierarchie zählten und von denen man annahm, dass das Schicksal der jungen Bundesrepublik in ihren Händen lag.“
Endete die durch Berufshetze, Stress und ungesunde Ernährungsweise bedingte Managerkrankheit tödlich, wurde in den 1950er Jahren von Managertod gesprochen, der „erbarmungslos Lücken schlug“ und durch den in „jungen Jahren dieser oder jener Wirtschaftsführer aus seinem Schaffenseifer herausgerissen wurde“.
Diese Art des Todes wurde bei exponierten Persönlichkeiten wie Waldemar von Oppenheim (1894–1952), Gustav Dahrendorf (1901–1954) und Richard Uhlemeyer (1900–1954) besonders stark wahrgenommen und 1954 schloss man aus diesen wenigen Beispielen: „in unserer Wirtschaft grassiert der Managertod“.

## Verwendung in der Populärkultur

### Managerkrankheit
Neben der medizinischen Auseinandersetzung mit der Managerkrankheit gab es auch mehr oder weniger humoristisch beabsichtigte Annäherungen an das Thema.
- In Ratgebern für das Leben wurden Rezepte gegen die Managerkrankheit angeboten.[29][30]
- Der Landesfischereiverband Bayern veröffentlichte in der Allgemeinen Fischerei-Zeitung einen Artikel mit dem Titel Angeln, ein Heilmittel gegen die Managerkrankheit.[31]
- Einem Buch zur Arbeitsweise von Chefsekretärinnen wurde ein unbelegtes und Ferdinand Sauerbruch zugeschriebenes Zitat vorangestellt: „Der beste Schutz gegen die Managerkrankheit ist eine gute Sekretärin.“[32]
- Die Peterlesboum Revival Band aus Nürnberg setzte sich auf der gleichnamigen CD 1997 im 10. Song Managerkrankheit musikalisch mit dem Thema auseinander.

### Managertod
Das Klischee vom erfolgreichen Manager, der in der Blüte der Jahre urplötzlich tot zusammenbricht, wurden in der Novelle The Stoic (dt. Der Stoiker) von Theodore Dreiser (1947) und auch in dem Film Die Intriganten (1954) nach dem Roman Executive Suite von Cameron Hawley (1952) verwendet.

#### Übertragene Verwendung
In späteren Jahren wurde Managertod auch gelegentlich im übertragenen Sinn verwendet: Managertod als das berufliche Aus eines Managers (oder eines gesamten Managements) verbunden mit dem Verlust der Position oder nach Wegfall einer Notwendigkeit.

#### Karōshi
In Japan bezeichnet Karōshi (japanisch 過労死, „Tod durch Überarbeiten“) einen plötzlichen berufsbezogenen Tod, meist ein durch Stress ausgelöster Herzinfarkt oder Schlaganfall. Auch hier gilt als sozialökonomischer Hintergrund der rasante wirtschaftliche Aufstieg nach dem Zweiten Weltkrieg. Im Gegensatz zur Sichtweise der 1950er und 1960er Jahre auf den Managertod wurde und wird Karōshi aber als Folge von Überarbeitung schlechthin – unabhängig von der beruflichen Hierarchie – verstanden.